# Médaille de la campagne 1936-1939
La Médaille de la campagne 1936-1939 (en espagnol : Medalla de la Campaña 1936−1939) est une décoration espagnole, instituée le 26 janvier 1937 pour récompenser des membres de la force phalangiste dans la lutte contre les Républicains pendant la guerre civile espagnole.
Ont également reçu la récompense, les membres de la Légion Condor, sous le commandement du Major General Hugo Sperrle, ainsi que des membres du corps de volontaires italiens (CTV).
Le nombre de récipiendaires ne peut pas être déterminé avec certitude, car la médaille a été produite en nombre inconnu en Espagne.

## Quelques récipiendaires
- Hermann Boehm, officier de la marine allemande
- Hans Freiherr von Funck, officier allemand
- Adolf Galland, pilote de chasse et officier de la Luftwaffe allemande durant la Seconde Guerre mondiale
- Martin Harlinghausen, officier allemand, un membre de la Légion Condor et le lieutenant général de la Bundeswehr
- Walther Lucht, allemand officier de l'armée et général d'artillerie dans la Seconde Guerre mondiale
- Werner Mölders, officier de l'air allemande Force dans la Seconde Guerre mondiale
- Hugo Sperrle, allemand officier d'aviation de la Seconde Guerre mondiale
- Heinrich Trettner, officier allemand et inspecteur général de la Bundeswehr